# Cubrecadenas
Una caja de cadenas es un recinto para los conjuntos de la cadena de la bicicleta y la rueda dentada.  Tiene como propósito proteger la cadena del barro y la suciedad y tiende a encerrar por completo el tren de transmisión.  También puede contener un baño de aceite para mantener la cadena lubricada . Las unidades modernas suelen ser moldeados en plástico. Se pueden encontrar dispositivos similares en relación con las cadenas utilizadas en los vehículos más grandes y en la maquinaria. 
También hay una variedad de estructuras más pequeñas llamadas cubrecadenas que, en lugar de proteger la cadena, sirven principalmente para proteger la ropa del ciclista, para que no se ensucie o atrapados en los anillos de la cadena.

## Galería
|                                                                |
| Cadena totalmente encerrada en una bicicleta de ciudad europea |

|                                                                  |
| Cadena parcialmente encerrada en una bicicleta de ciudad europea |

|                                   |
| Guardacadenas Huffy Flaming Stack |

|                                                                         |
| Bicicleta de BMX con un protector de cadena atornillado a la estructura |

| |
| Conjunto bielar (crankset) con un protector de cadena integrado atornillado a la parte exterior del plato más grande |